# Mrtovnjak (Kurba Vela)
Koordinati:   43°42′23″N, 15°32′08″E
Mrtovnjak je nenaseljen otoček v Jadranskem morju, ki pripada Hrvaški.
Otoček, na katerem stoji svetilnik, se nahaja v Narodnem parku Kornati. Mrtovnjak leži okoli 2,3 km severovzhodno od Kurbe Vale. Njegova površina je 0,1 km², dolžina obalnega pasu meri 1,24 km. Najvišji vrh je visok 42 mnm.
Iz pomorske karte je razvidno, da svetilnik oddaja svetlobni signal: B Bl(2) 10s. Nazivni domet svetilnika je 10 milj.